# Nestor-Désiré Nongo-Aziagbia

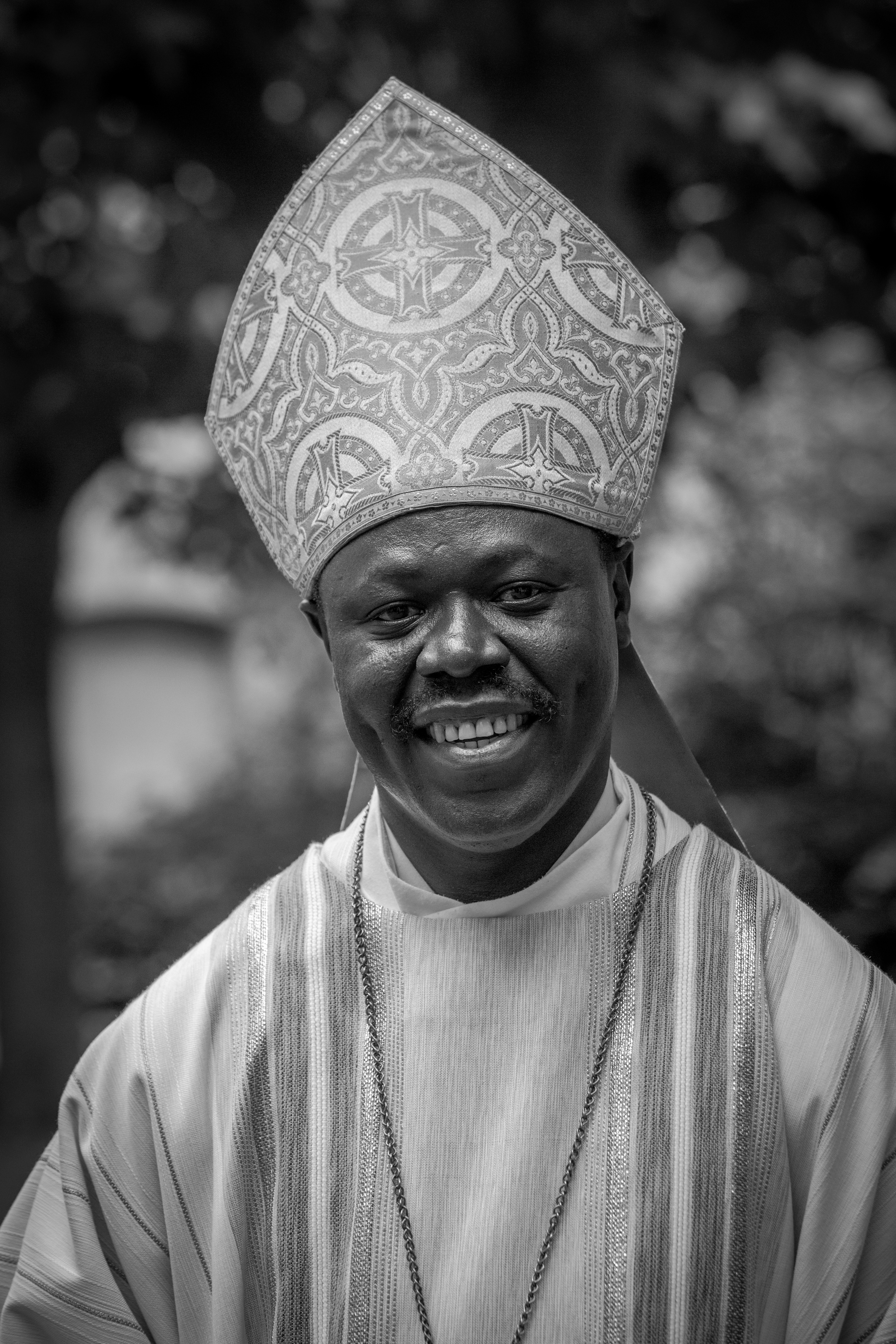
Nestor-Désiré Nongo-Aziagbia, 2014.

Nestor-Désiré Nongo-Aziagbia SMA (* 6. März 1970 in Mbaïki, Zentralafrikanische Republik) ist römisch-katholischer Bischof von Bossangoa und Präsident der zentralafrikanischen Bischofskonferenz (CECA).

## Leben
Nestor-Désiré Nongo-Aziagbia trat der Gesellschaft der Afrikamissionen bei, legte 1994 die Profess ab und empfing am 23. August 1998 die Priesterweihe.
Papst Benedikt XVI. ernannte ihn am 14. Mai 2012 zum Bischof von Bossangoa. Der Kardinalpräfekt der Kongregation für die Evangelisierung der Völker, Fernando Filoni, spendete ihm am 28. Juli desselben Jahres die Bischofsweihe. Mitkonsekratoren waren der Apostolische Nuntius in der Zentralafrikanischen Republik, Erzbischof Jude Thaddeus Okolo, und der Bischof von Bambari, Edouard Mathos.
Im April 2014 wurde er von muslimischen Rebellen entführt.
Von Juli 2013 bis Januar 2019 war Nongo-Aziagbia Vizepräsident der zentralafrikanischen Bischofskonferenz (CECA). Am 18. Januar 2019 wurde er zum Präsidenten der zentralafrikanischen Bischofskonferenz gewählt. Er übernahm das Amt von Kardinal Dieudonné Nzapalainga, Erzbischof von Bangui.